# Хомутово (Псковская область)
Хомутово — деревня в Псковском районе Псковской области. Входит в состав Серёдкинской волости. 
Расположена на побережье Тёплого озера Псковско-Чудского водоёма, в 92 км к северо-западу от Пскова и в 33 км к западу от села Серёдка.
Численность населения деревни по состоянию на 2000 год составляла 1 человек.
До 28 февраля 2005 года деревня входила в состав ныне упразднённой Теребищенской волости.

## Топографические карты
- Лист карты O-35-XVI Пылва. Масштаб: 1 : 200 000. Издание 1980 г.